# Cadena pesant d'immunoglobulina

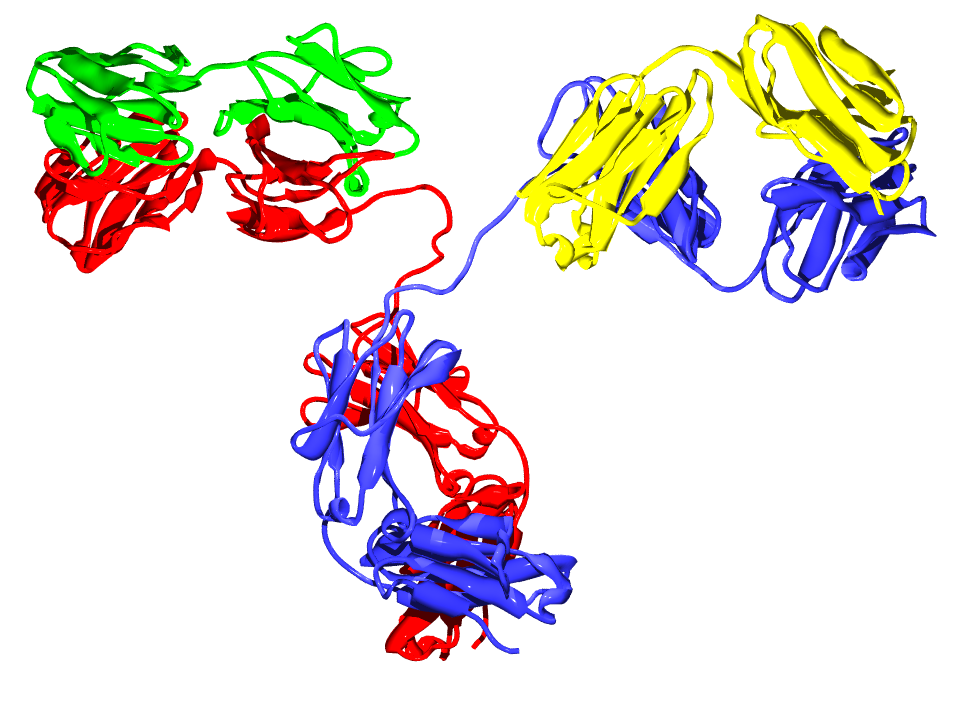
Molècula d'un anticòs: Les dues cadenes pesades estan i vermell i blau i les dues cadenes lleugeres en verd i groc. Vegeu també [http://www.emc.maricopa.edu/faculty/farabee/BIOBK/ANTIBODY.gif aquest esquema

En immunologia es denomina cadena pesant a una subunitat polipeptídica gran d'un complex de proteïnes com les proteïnes motores (ex:miosina, kinesina o dineina) o d'un anticòs. Un anticòs típic es compon de dues cadenes pesades d'immunoglobulina (Ig) i dues cadenes lleugeres. Existeixen diferents tipus de cadenes pesades que es difereixen en la classe o isotip d'un anticòs. Aquests tipus de cadenes pesades varien entre els diferents animals. Totes les cadenes pesades contenen una sèrie de dominis d'immunoglobulina, normalment amb un dominin variable (IgV) que és important per unir-se a l'antigen i diversos dominis constants (IgC).

## En mamífers

### Classes
Hi ha cinc tipus de cadenes pesades d'immunoglobulina en mamífers:γ, δ, α, μ y ε. Aquestes defineixen les anomenades classes de les immunoglobulines.
- Les cadenes pesades α i γ posseeixen aproximadament uns 450 aminoàcids.
- Les cadenes pesades μ i ε posseeixen aproximadament uns 550 aminoàcids.[1]

### Regions
Cada cadena pesant té dues regions:
- Una regió constant (que és la mateixa per totes les immunoglobulines de la mateixa classe, però difereix entre les diferents classes d'immunoglobulina).
  - Les cadenes pesant γ, α i δ té una regió constant composta per tres dominis estructurals d'immunoglobulina en tàndem, tot i que també posseeix una "regió bisagra" que li dona flexibilitat.[2]
  - Les cadenes pesades μ i ε tenen una regió constant diferent composta per quatre dominis d'immunoglobulina.[1]
- Una regió variable que és diferent entre els diferents limfòcits B, però que és la mateixa per totes les immunoglobulines produïdes pel mateix limfòcit B o la seva línia clonal. El domini variable d'una cadena pesant està composta per un únic domini immunoglobulinc. Aquests dominis tenen uns 110 aminoàcid de longitud.